# Fan-ťing-šan
Fan-ťing-šan (čínsky pchin-jinem Fànjìngshān, znaky zjednodušené 梵净山), nebo hora Fan-ťing, je hora a státní přírodní rezervace na východě čínské provincie Kuej-čou v městské prefektuře Tchung-žen. Rozkládá se v horách Wu-ling, s výškou 2570 m je Fan-ťing-šan nejvyšší horou pohoří Wu-ling. Rezervace patří do sítě biosférických rezervací UNESCO. Hora je jednou z posvátných hor čínského buddhismu, je považována za místo, kde dosáhl probuzení Maitréja. Roku 2018 byla zařazena do Seznamu světového dědictví UNESCO.
Jméno hory Fan-ťing je zkrácené Fan-tchien Ťing-tchu (梵天净土), což znamená „Brahmova Čistá země“. Fan-tchien je čínské jméno buddhistického nebeského krále Brahmy, Ťing-tchu je čínsky Čistá země, na kterou se soustřeďuje učení stejmojmenného buddhistického směru.
Státní přírodní rezervace Fan-ťing-šan byla zřízena roku 1978 a roku 1986 byla začleněna mezi biosférické rezervace UNESCO. Rezervace se rozkládá na ploše 567 km², významná je jak oblast původních horských subtropických lesů, největších původních bukových lesů v subtropech. Relativní izolace regionu umožnila zachování vysokého stupně biodiverzity. Pouze zde žije langur Brelichův (Rhinopithecus brelichi), nebo jedle Abies fanjingshanensis. Vyskytují se zde i ohrožené druhy jako velemlok čínský, kabar Berezovského, nebo bažant královský.
Roku 2018 bylo 40 275 ha rezervace (a nárazníková zóna o 37 239 ha) prohlášeno světovým dědictvím UNESCO.
Fan-ťing-šan je čínskými buddhisty považována za svatou horu, řadící se hned za Čtyři posvátné hory. Je označována za místo, kde dosáhl svícení Buddha Maitréja. Významným poutním místem se hora stala v tchangské éře, zejména poté, co roku 639 Chou Chung-žen (侯弘仁) postavil cestu, která usnadnila dopravu do regionu, a vzniklo zde několik chrámů. Další chrámy vznikly za sungské a jüanské vlády. Buddhismus zde prosperoval i v mingském a čchingském období; boje v souvislosti s povstáním v Po-čou koncem 16. století sice způsobily rozsáhlé škody na zdejších chrámech, nicméně po skončení bojů byly (na příkaz císaře Wan-liho) chrámy a kláštery obnoveny a rozšířeny.
Boje a občanské války 20. století, od nepokojů, které svrhly čchingskou vládu, po kulturní revoluci, přinesly opětovné poničení chrámů, ve kterých zůstalo jen málo mnichů. Od 80. let 20. století však došlo k renesanci buddhismu, mnohé chrámy a kláštery byly rekonstruovány a nové vybudovány.